# 芮玛丽
玛丽·克莱博·赖特（英語：Mary Clabaugh Wright，1917年9月25日—1970年6月18日），汉名芮瑪麗，美国女汉学家和历史学家。专職从事1911年的中国革命研究。她是第一位在耶鲁大学艺术与科学学院任职的女性，随后成为了第一位被任命为耶鲁大学艺术与科学学院教授的女性，其丈夫是学者芮沃寿。

## 著作
- 1955年：From Revolution to Restoration: The Transformation of Kuomintang Ideology
- 1957年：The Last Stand of Chinese Conservatism: The Tʻung-chih Restoration, 1862-1874. ISBN 9780804704755
- 1968年：China in Revolution: The First Phase, 1900-1913. ISBN 9780300014600

## 外部連結
- 在Find a Grave上的Mary Clabaugh Wright